# Трена (коммуна)
Трена — коммуна в фюльке Нурланн в Норвегии. Является частью региона Хельгеланд. Административный центр коммуны — деревня Хусёй. Трена была отделена от коммуны Лурёй в 1872 году.
Коммуна состоит из более чем тысячи островов у побережья Норвегии. Четыре острова заселены: Хусёя, Селвер, Санна и Сандёй.
Вылов рыбы является основой экономики Трены. Сообщение между коммуной и материком ведется с помощью лодок и паромов. Маршруты ведут в Санднессьен, Несну и Стокквоген.
На островах Трены выявлено большое количество археологических объектов, показывающих, что острова были заселены начиная с каменного века.

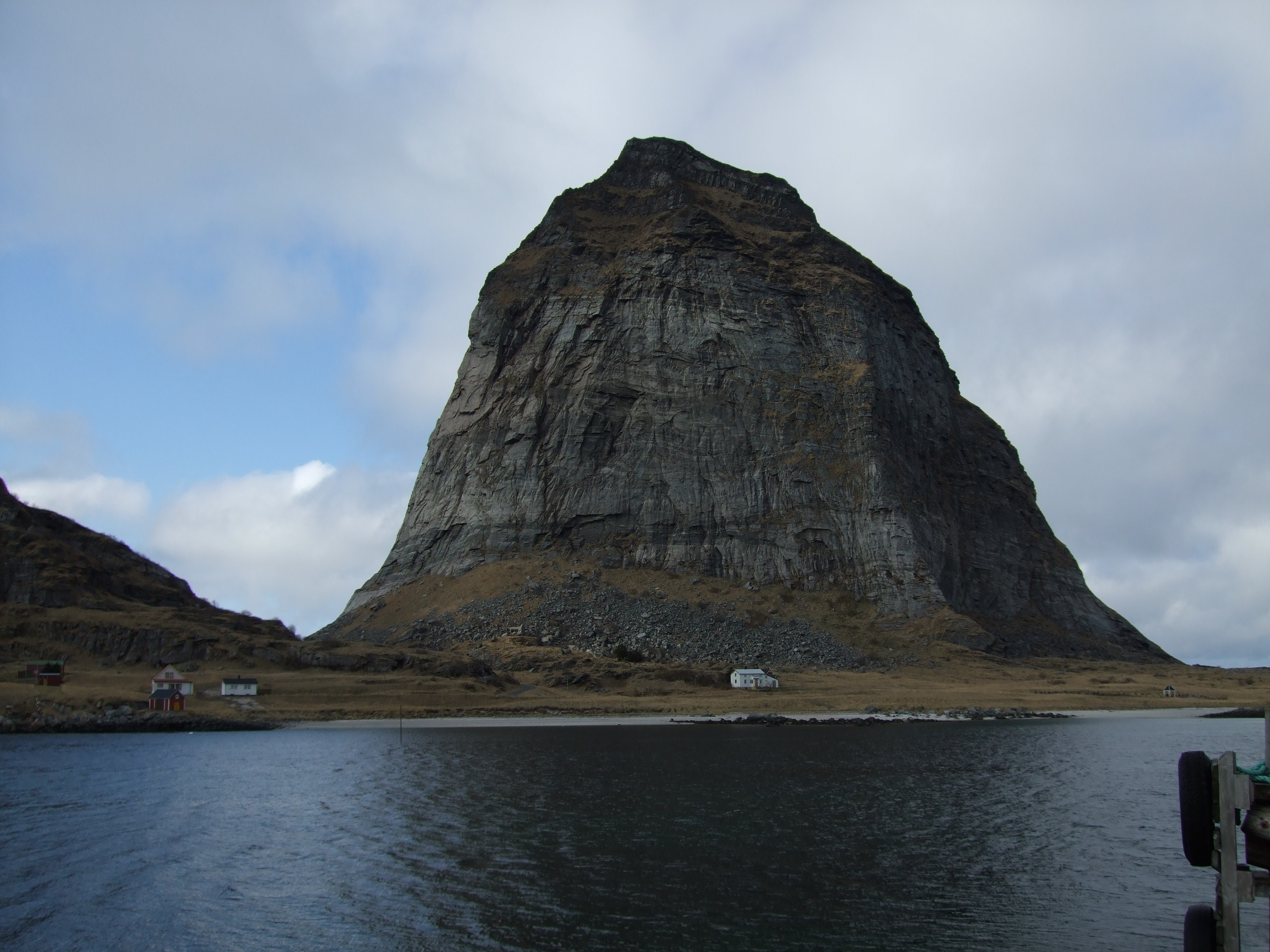
Тренставен на острове Санна в Трене. Дома, расположенные на низменности Страннфлатен типичны для Нурланна

## Общая информация

### Название
Коммуна названа в честь острова Træna (старонорвежский:Þriðna). Название вероятно происходит от числа þrír, которое означает три (ссылаясь на три пика, находящихся на острове).

### Герб
У коммуны современный герб. Он был принят в 1987 году. На гербе изображены три рыбацких крючка сделанные из кости в Каменном веке. Эти крючки символизируют важность рыбной ловли в коммуне.

## Культура
Каждый год в коммуне проходит музыкальный фестиваль (Traena Music Festival).